# Bodelschwingh (Dortmund)
Bodelschwingh ist der Statistische Bezirk 91 und zugleich ein Stadtteil im Nordwesten der kreisfreien Großstadt Dortmund. Er gehört zum Stadtbezirk Mengede.

## Geographie
Bodelschwingh liegt etwa 8 Kilometer nordwestlich der Dortmunder Innenstadt. Geographisch grenzt sich die Bodelschwingher Wohnbebauung, mit Ausnahme des südlichen Übergangs nach Westerfilde, klar von seinen Nachbarstadtteilen ab. Westlich des Siedlungsbereichs verläuft die A 45, die hier einen Teil des Dortmunder Autobahnrings darstellt.
Die südlichen und zentralen Bereiche des Ortes sind überwiegend durch Einfamilienhäuser und kleinere Mehrfamilienhäuser geprägt. Im Ortskern befindet sich noch eine hohe Anzahl an Fachwerkhäusern. Besonders auffallend ist dies in der Richterstraße sowie rund um die evangelische Kirche und an der Deininghauser Straße. Der nördliche Bereich des Ortes weist überwiegend Mehrfamilienhäuser auf.

## Geschichte
Der heutige Dortmunder Stadtteil Bodelschwingh wurde erstmals um das Jahr 1220 in den Isenberger Vogteirollen urkundlich erwähnt. Laut Flöer setzt sich der Ortsname aus dem Personennamen Bōdal oder *Bōdan und dem altsächsischen -wang (‚Aue, Flur, Wiesengrund‘) zusammen und kann somit als „Flur/Wiese eines Bōdal/Bōdan“ gedeutet werden. Eine Besiedlung in vorchristlicher Zeit gilt als wahrscheinlich, ist aber nicht gesichert.
Gegen Ende des 13. Jahrhunderts legten die Herren von Speke den Grundstein für das im Jahr 1302 erstmals nachweisbare Wasserschloss Haus Bodelschwingh. Auch das im angrenzenden Stadtteil Westerfilde gelegene Schloss Westhusen gehörte zum Besitz der Familie, die sich später von Bodelschwingh nannte. Auch Friedrich von Bodelschwingh der Ältere, der Gründer der von Bodelschwinghschen Anstalten Bethel, entstammt diesem Adelsgeschlecht.
Das Industriezeitalter begann in Bodelschwingh mit dem Abteufen der zwischen Westerfilde und Bodelschwingh gelegenen Zeche Westhausen. Infolge der Zuwanderung begann der ehemals rein landwirtschaftlich geprägte Ort, auf seine heutige Größe zu wachsen.
Die heute noch erhaltenen Gebäude der Zeche Westhausen zählen zu den architektonisch bedeutsamsten im gesamten Ruhrgebiet und sind ein wichtiger Bestandteil der Route der Industriekultur.
Seit 1322 wird im Ortskern von Bodelschwingh die traditionsreiche Kirmes veranstaltet. Der Ursprung der Veranstaltung geht auf ein Kirchweihfest zurück. Hierbei handelt es sich um die von Gisbert Specke, Herr auf Schloss Bodelschwingh, gestiftete Kirche „Maria zu Ehren“. Zeitgleich zum damaligen Kirchweihfest ließ der Schlossherr einen Jahrmarkt veranstalten, auf dem Gaukler Bürger mit ihren Späßen vergnügten. Sie ist somit eine der ältesten Kirmesveranstaltungen Dortmunds. Seitdem findet die Kirmes einmal jährlich an einem Wochenende im Juni oder Juli von Samstag bis Montag statt, wobei der „Kirmesmontag“ immer auf den ersten Montag im Juli fällt. Die dreitägige Veranstaltung wird traditionell durch einen Fassanstich eröffnet und durch ein Feuerwerk beendet. Außerdem wird der letzte Veranstaltungstag traditionsgemäß mit einem Krammarkt eröffnet.
Bodelschwingh hat seit 1820 eine Freiwillige Feuerwehr, welche heute am Bodelschwingher Dorfplatz ansässig ist.
Am 1. April 1928 wurde Bodelschwingh nach Dortmund eingemeindet.

## Bevölkerung
Struktur der Bodelschwingher Bevölkerung:
- Bevölkerungsanteil der unter 18-Jährigen: 15,0 % [Dortmunder Durchschnitt: 16,2 % (2018)][8]
- Bevölkerungsanteil der mindestens 65-Jährigen: 21,3 % [Dortmunder Durchschnitt: 20,2 % (2018)][9]
- Ausländeranteil: 14,5 % [Dortmunder Durchschnitt: 22,3 % (2024)][10]
- Arbeitslosenquote: 9,7 % [Dortmunder Durchschnitt: 11,0 % (2017)][11]

Das durchschnittliche Einkommen in Bodelschwingh entspricht in etwa dem Dortmunder Durchschnitt.

### Bevölkerungsentwicklung
| Jahr      | 1987 | 2003 | 2008 | 2013 | 2016 | 2018 | 2020 | 2022 | 2024 |
| --------- | ---- | ---- | ---- | ---- | ---- | ---- | ---- | ---- | ---- |
| Einwohner | 6474 | 6957 | 7025 | 6898 | 6831 | 6713 | 6751 | 6746 | 6735 |

## Sport
Sportlicher Bestandteil Bodelschwinghs ist der 1967 gegründete Fußballverein Rot-Weiß Bodelschwingh. Neben vielen Jugendmannschaften spielt die erste Mannschaft seit 2017 wieder in der Bezirksliga. Weitere wichtige Sportvereine sind der 1962 gegründete Schießclub Bodelschwingh sowie der 1885 gegründete Turn- und Leichtathletikverein TV Eintracht Bodelschwingh.

## Galerie

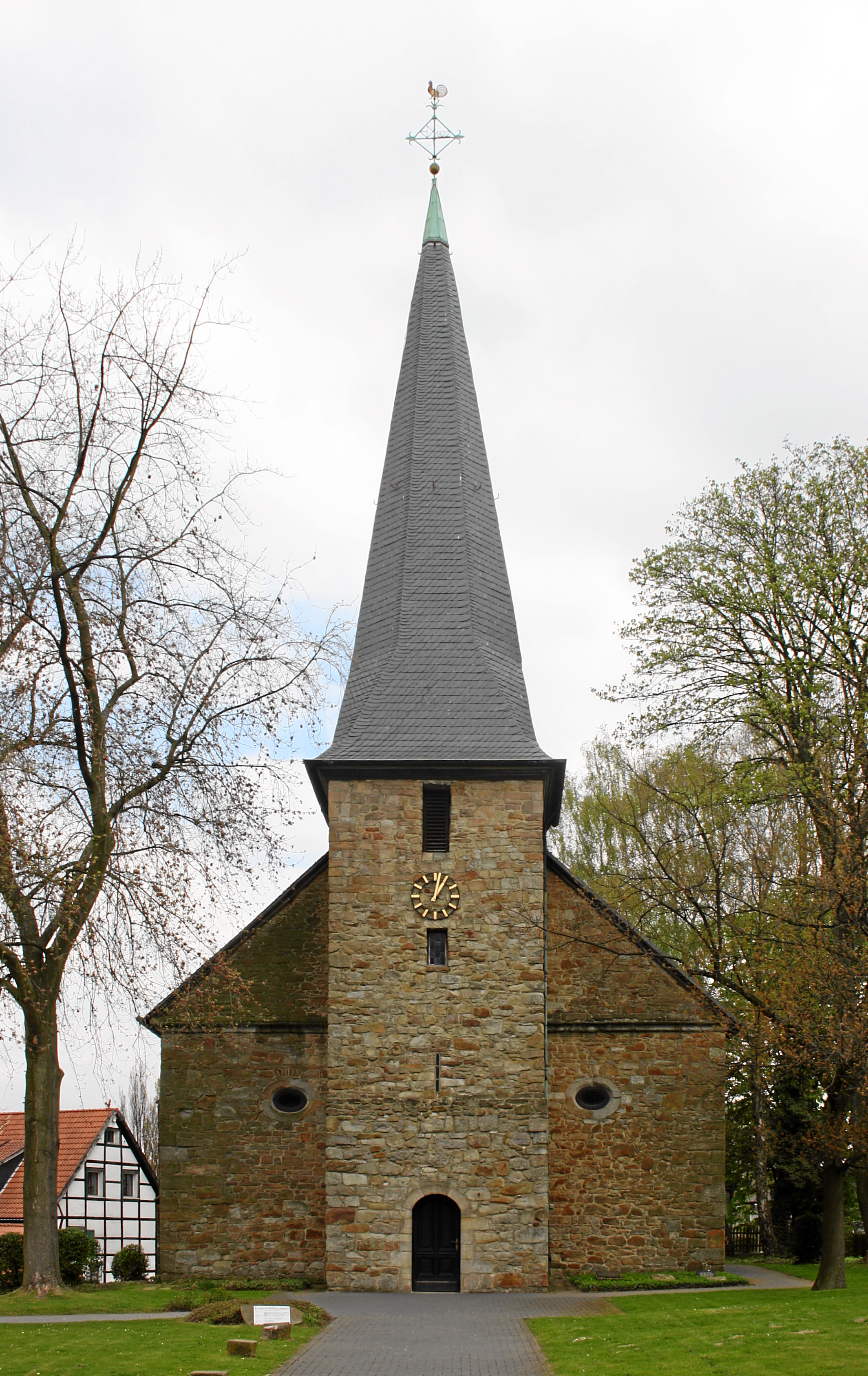
Evangelische Kirche in Dortmund-Bodelschwingh
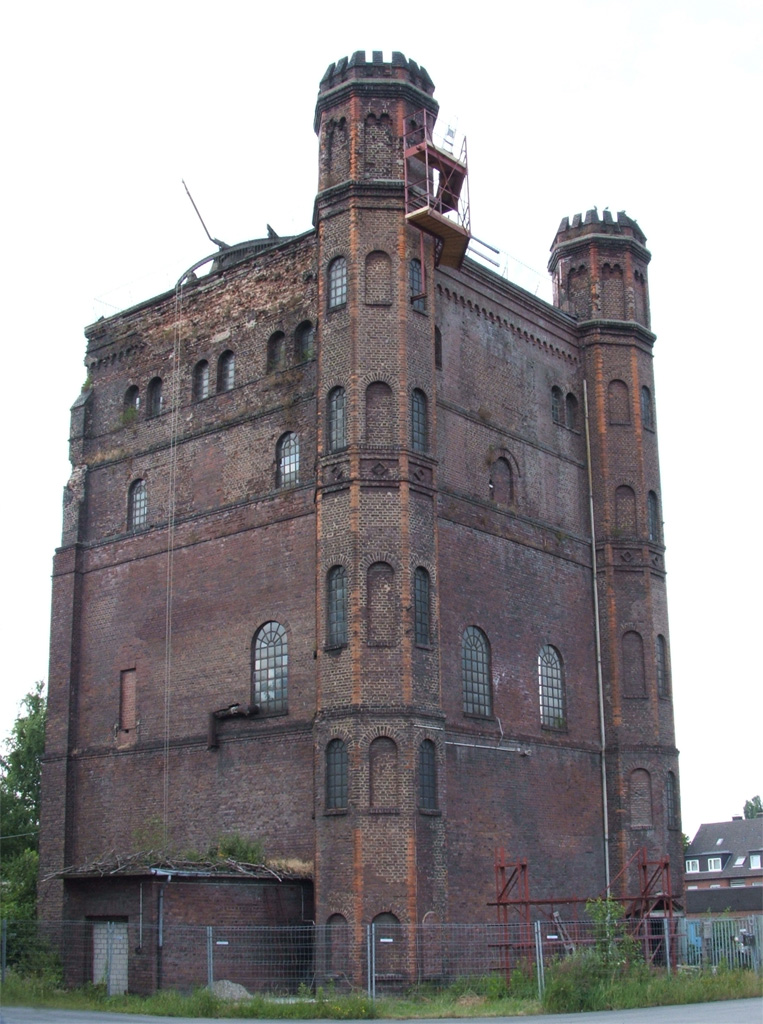
Zeche Westhausen Malakowturm
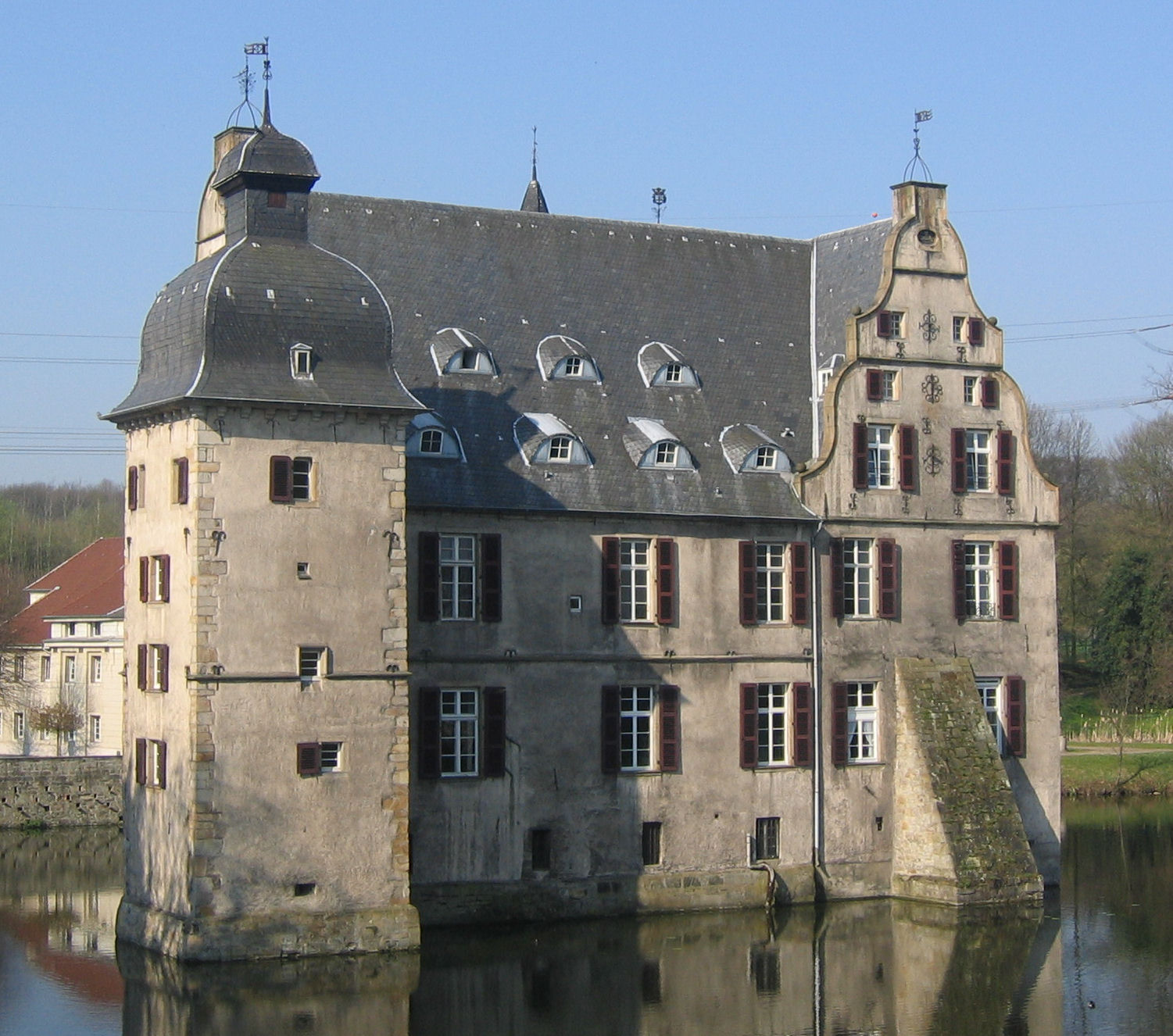
Haus Bodelschwingh
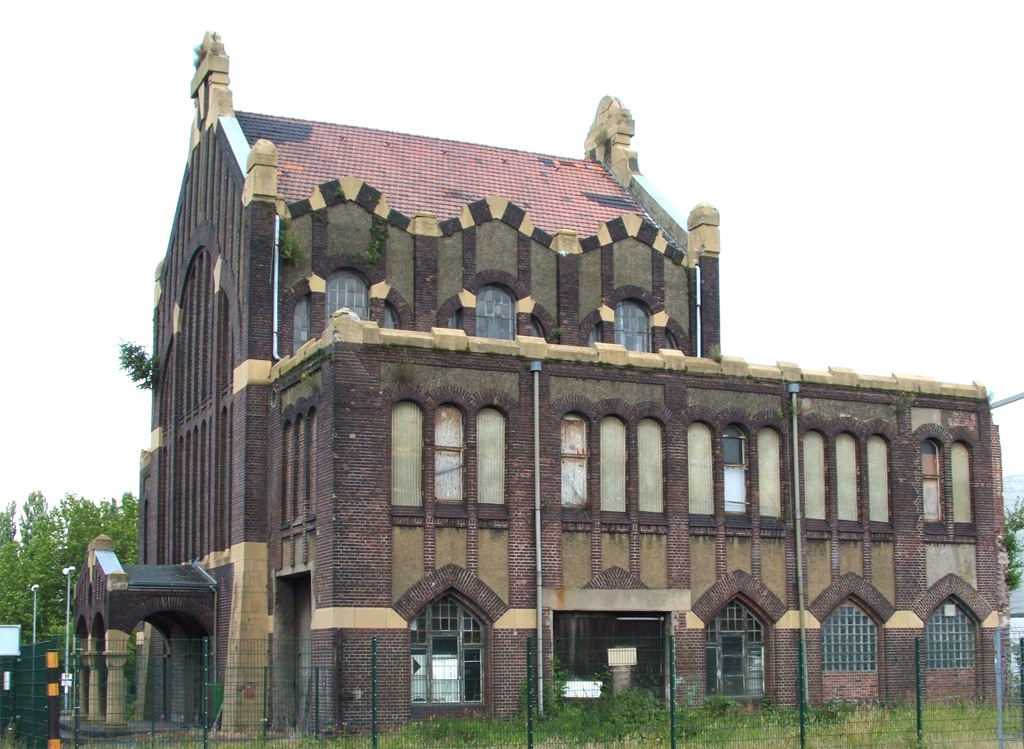
Ehemalige Zeche Westhausen